# Láchar
Láchar ist eine Gemeinde in der Provinz Granada im Südosten Spaniens. Der Ort liegt im Tal des Genil, des bedeutendsten linken Nebenflusses des Guadalquivir. Darüber hinaus befinden sich auch der Noniles und die Mündung des Rio Cubillas im Einzugsbereich des Ortes. In der Flussaue bildet neben Industrie und Bauwirtschaft auf Grund des fruchtbaren Bodens (Vega de Granada) die Landwirtschaft einen wichtigen Erwerbszweig. Der Ort liegt direkt an der Autostraße A-92, 20 Kilometer westlich von Granada. Das südlich gelegene Mittelmeer ist 50 Kilometer entfernt.

## Städtepartnerschaften
- Brenna, Italien

## Persönlichkeiten
- Rosa López (* 1981), Sängerin